# Saint-Antoine-de-l'Isle-aux-Grues
Saint-Antoine-de-l'Isle-aux-Grues är en kommun av typen socken (municipalité de paroisse) i provinsen Québec i Kanada. Den ligger i regionen Chaudière-Appalaches, i den sydöstra delen av landet, 400 km öster om huvudstaden Ottawa, och omfattar flera öar i Saint Lawrencefloden, främst Île aux Grues.